# Anthony Fiala
Anthony Fiala (česky Antonín Fiala; 19. září 1869 Jersey City – 8. dubna 1950 Brooklyn, New York City) byl americký fotograf, kameraman, polárník, cestovatel a podnikatel českého původu. Jako člen Baldwin-Zieglerovy expedice k severnímu pólu v letech 1901 až 1902 se stal autorem prvních filmových záběrů Arktidy v historii kinematografie. V letech 1903 až 1905 pak vedl expedici Fiala-Ziegler, jež se snažila pólu dosáhnout ze souostroví Země Františka Josefa.

## Životopis
Antonín Fiala se narodil v Jersey City, největším městě státu New Jersey nedaleko New York City. Byl nejstarším dítětem českého imigranta Antonína (Anthonyho) Fialy a jeho manželky Anny, rozené Kohoutové. Jeho otec byl povoláním klenotník a v hodnosti poručíka armády Unie se zúčastnil americké občanské války. Umělecky nadaný Anthony po absolvování veřejné školy v Brooklynu navštěvoval školu Cooper Union a National Academy of Design v New Yorku.
Nejprve pracoval jako litograf a poté pět let ve vědecké laboratoři. Dva roky pak byl karikaturistou pro Pennsylvania Grit. V roce 1891 asistoval s instalací fotogravírovacího stroje vydavatelství deníku Brooklyn Eagle a do roku 1899 vedl jeho oddělení umění a rytí. Přihlásil se jako dobrovolník do španělsko-americké války v roce 1898 a pro Brooklyn Eagle o bojích referoval jako válečný zpravodaj. Poté vydal knihu Vojsko „C“ ve službě, kterou také sám ilustroval. V roce 1900 dosáhl hodnosti nadporučíka a pozice vojenského inženýrského instruktora.

### První polární výprava
V roce 1901 se Fiala jako fotograf a zástupce velitele zúčastnil polární expedice Baldwin-Ziegler do Země Františka Josefa s cílem dobýt dosud nedosažený severní pól. Podnikatel William Ziegler (1843–1905), který vydělal jmění díky obchodu s práškem do pečiva, na něj poskytl potřebné prostředky, vedoucí expedice Evelyn Briggs Baldwin potom dle tisku „neomezené prostředky“. Díky tomu byla výprava dobře vybavena. Tým 42 Američanů, Skandinávců a Rusů měl zásoby na tři roky, více než 400 saňových psů a 15 poníků. Základní stanoviště Camp Ziegler bylo zřízeno na ostrově Alger v souostroví Země Františka Josefa. Fiala expedici zdokumentoval na četných fotografiích a pro National Geographic Society pořídil též první filmové záznamy Arktidy. Poté, co byla v lednu 1902 vytvořena skladiště pro plánovaný postup na severní pól, Baldwin, Fiala a umělec a amatérský vědec Russell Williams Porter podnikli exkurzi na Jacksonův ostrov, kde v letech 1895/96 zimovali norští polárníci Fridtjof Nansen a Hjalmar Johansen. V létě Baldwin přerušil výpravu, aniž by se pokusil dosáhnout severního pólu.

### Druhá polární výprava

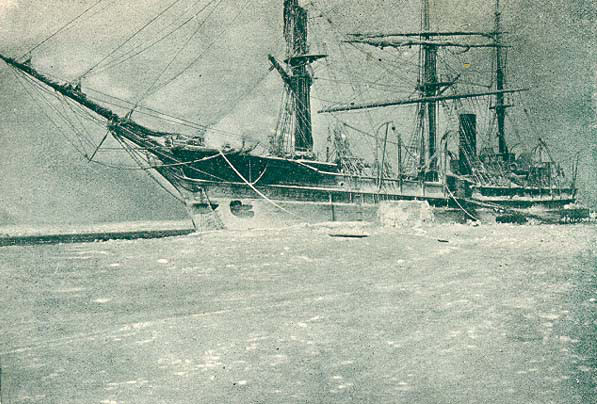
Amerika 1903 v Teplitz Bay (Foto: Fiala)

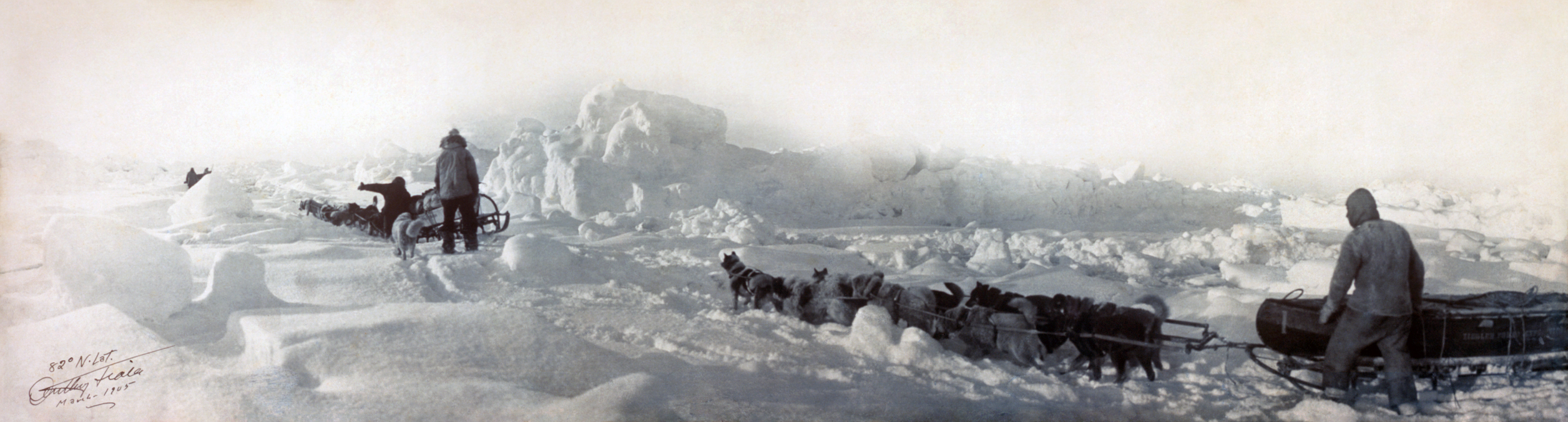
Sáně expedice Fiala-Ziegler na 82. stupni severní šířky (Foto: Fiala)

Ziegler byl výsledky expedice zklamaný a spolupráci s Baldwinem ukončil. Byl ale připraven financovat druhý pokus a Fialu pověřil vedením další výpravy. Důkazem pověsti, které se Fiala těšil, byla skutečnost, že i přes špatné zkušenosti z expedice Baldwin-Ziegler bylo několik jejích účastníků připraveno jet do Země Františka Josefa znovu. Vědecký program byl tentokrát koordinován National Geographic Society a svěřen do rukou Fialova zástupce Williama Johna Peterse (1863–1942), který již vedl několik geologických expedic na Aljašku. Devětatřicetičlenný tým tvořili téměř výhradně Američané, byli tam jen tři Norové a jeden Angličan.

Na palubě lodi America bylo naloženo také přes 200 psů a 30 poníků. Díky příznivým ledovým podmínkám v létě 1903 loď dosáhla zeměpisné šířky 82° 14′ Severně a nakonec zakotvila v zátoce Teplitz Bay na Rudolfově ostrově. Dne 21. prosince byla však America rozdrcena ledem zmrzlého moře a potopena. Dne 7. března zahájil Fiala postup na sever s 26 muži, 16 poníky a 13 psími spřeženími, ale po čtyřech dnech jej přerušil, aby mohl upravit materiál a zredukovat doprovod. Druhý pokus, tentokrát se 14 muži, 7 poníky a 9 psích spřežení, začal 25. března a skončil o dva dny později. Velká část expedičního týmu byla demoralizovaná. Fiala vedl muže k mysu Flora, kde se očekávala zásobovací loď na léto, ale ta nepřijela. Po druhém zimování zahájil Fiala 15. března 1905 svůj třetí pokus o cestu na sever. Těsně před 82. stupněm se nakonec projektu vzdal. Na konci července 1905 dosáhla pozice výpravy záchranná loď Terra Nova, která muže z Fialovy expedice dopravila domů. Fiala nakonec nebyl při svých pokusech o moc blíže severnímu pólu než Baldwin. Vědecký výtěžek expedice byl však podstatně větší, zejména díky Fialově dokonalé fotodokumentaci. Úspěch výpravy zastiňovala jedině smrt norského topiče expedice Sigurda B. Myhreho, ke které došlo za záhadných okolností.

### Výprava do Amazonie
V letech 1913–1914 Fiala jako kameraman doprovázel tehdy již bývalého amerického prezidenta Theodora Roosevelta na Roosevelt-Rondonově vědecké expedici do povodí Amazonky v Brazílii.

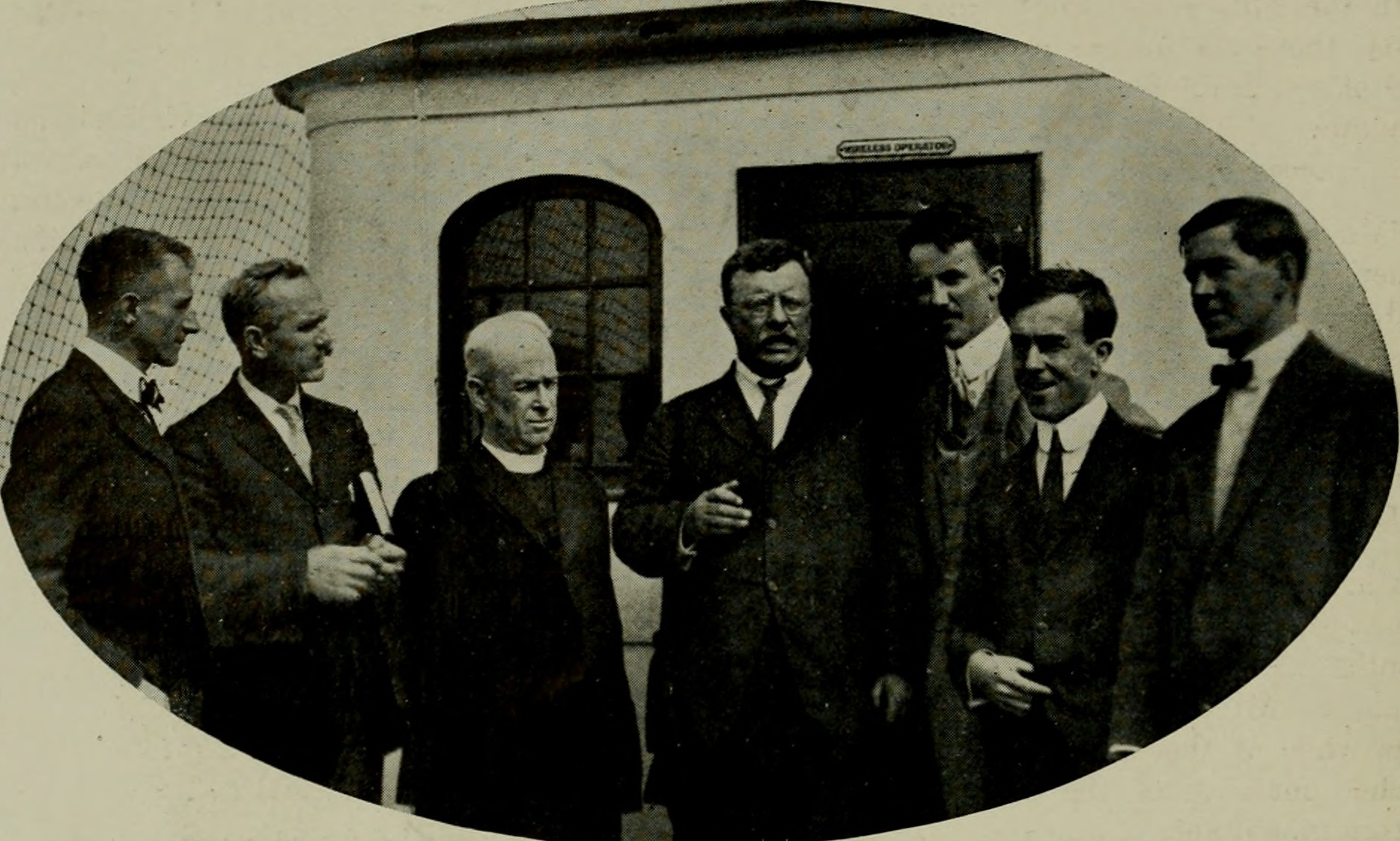
Účastníci expedice Roosevelt-Rondon do Amazonie (Fiala zcela vlevo, Theodore Roosevelt uprostřed)

Během první světové války sloužil v americké armádě na území USA a byl povýšen na majora.

### Pozdní léta
Po válce Fiala založil společnost Fiala Outfits, která provozovala „Adventure Shop“ s přilehlou střelnicí v New Yorku. Prodávalo se vybavení pro expedice i sportovní a kempingové zboží. Až do své smrti zůstal prezidentem společnosti. Jejím logem byl lední medvěd.
Ve 20. letech měl řadu přednášek, ve kterých mimo jiné zastával názor, že mamuti stále mohou žít v ruské Arktidě. Dokonce vyšel na veřejnost s plány vydat se sám na Sibiř, aby je našel. Roku 1928 oznámil, že chce vést novou výpravu na severní pól. Tři až čtyři muži měli řídit dva traktory ze Země Františka Josefa přes pól na Ellesmerův ostrov. Jeden z traktorů měl zůstat na pólu jako důkaz, že se k němu výprava dostala. Tento plán však opět nebyl realizován.
Ovládal češtinu a byl v kontaktu s českou komunitou v USA. Jeho polárnické úspěchy byly komentovány rovněž v česky psaném americkém tisku, mj. v týdeníku Květy Americké.

### Úmrtí
Anthony Fiala zemřel v roce 1958 ve věku 80 let. Je pohřben se svou manželkou Mary Clare Puryear Fiala (1873–1954) na Arlingtonském národním hřbitově ve Washingtonu D. C. Pohřbeni jsou zde i jejich potomci Anthony Fiala Junior (1907–1981), Rieda Fiala (1909–1987) a Mary Maury Lazarovich-Hrebelianovich (1910–2012).

## Dílo

### Spisy
- Troop "C" in Service : An Account of the Part Played by Troop "C" of New York Volunteer Cavalry in the Spanish-American War of 1898. Eagle, Brooklyn 1899.
- Fighting the Polar Ice. Doubleday, Page & Company, New York 1907 (Digitalizováno).
- Two Years in the Arctic. I. Shipwrecked above the 81°. McClure’s Magazine. Svazek 26, č. 4, 1906, s. 341–357 (Digitalizováno).
- Two Years in the Arctic. II. The Advance North in the Darkness. McClure’s Magazine. Svazek 26, č. 5, 1906, s. 471–484 (Digitalizováno).

### Filmy
- A Dash for the North Pole, 1909 (detail 1, detail 2)
- Theodore Roosevelt and expedition party on the Amazon River, 1913–1914
- The River of Doubt, 1928 (část 1, část 2)